# Panite
Panite is een bestuurslaag in het regentschap Timor Tengah Selatan van de provincie Oost-Nusa Tenggara, Indonesië. Panite telt 691 inwoners (volkstelling 2010).